# N-433
La N-433 es una carretera nacional de la Red de Carreteras del Estado que une la autovía A-66 con la frontera portuguesa a la altura de Rosal de la Frontera.
En Portugal prosigue por la carretera IP8 atravesando Serpa hasta llegar hasta la autoestrada A2 a Lisboa.